# Tom Leykis
Tom Leykis (El Bronx, Nueva York, 1 de agosto de 1956) es presentador de un programa de debate en la radio, sindicado nacional e internacionalmente (en Estados Unidos e incluso en Canadá) por Westwood One.

## El espectáculo de Tom Leykis
El Tom Leykis Show, como se conoce en inglés, era retransmitido desde los estudios Westwood One en Culver City, ahora se transmite desde Paramount Pictures Studio en Hollywood y se puede escuchar en directo en el dial 97.1 FM (en el sur de California) desde las 15.00 hasta las 19.00 tiempo del Pacífico de lunes a viernes. A partir de las 15.00, cualquiera de las dos horas entre las 15 y las 16 es redifundido.
La lista de otros afiliados cambia con frecuencia, pero, a comienzos de 2006, el programa puede escucharse en Seattle, San Diego, Fresno, San Francisco, Phoenix, Portland, Dallas, Chicago, y muchos lugares más. Algunas ciudades reciben la sintonización en directo mientras que el resto las sintoniza en diferido por la noche. También se puede escuchar a través de internet por medio de la transmisión del programa vía streaming, disponible en el sitio web de la emisora KLSX 97.1, Free FM.
El programa cubre una cierta variedad de temas, a menudo basados en hechos de la vida de Leykis, noticias y los e-mails enviados por los radio-oyentes, centrándose en los temas relativos a las relaciones de pareja, al sexo, matrimonio, citas y otros asuntos que son del interés de una categoría de hombres que abarca las edades más jóvenes hasta los cuarentena, su objetivo demográfico. Aunque el programa es producido por hombres y enfocado para ellos, se anima a las mujeres a escucharlo de tal modo que puedan aprender como piensan los hombres.
Los segmentos del programa regulares incluyen Flash Fridays, en donde se anima a las oyentes femeninas a mostrar sus mamas a los hombres conductores que llevan sus faros encendidos y Leykis 101, en el que el Profesor (el propio Tom Leykis) enseña a sus alumnos sus reglas para las citas.
Estas reglas tienen su base en ayudar a los hombres solteros, especialmente a los veinteañeros, a conseguir el máximo número de relaciones sexuales con el menor esfuerzo y dinero posible. Leykis cree que los jóvenes de alrededor de los veinte años son particularmente susceptibles al tema del embarazo y continuamente les hace ver, con cierto énfasis, que deben ser responsables y usar siempre preservativos. Leykis advierte que sus cursos están diseñados para la gente que no busca relaciones serias y monógamas, sino para aquellos que desean ser independientes y que no quieren atarse (y que comprenden las diferencias). De acuerdo con Leykis, los hombres nunca deben gastar un montón de dinero para impresionar a las mujeres, sino que deben parar de quedar con una mujer si esta sigue rechazando mantener relaciones sexuales después de la tercera cita. Incluso advierte que nunca hay que citarse con madres solteras. Lo último es citado como un tema práctico: aquellos que deseen citarse con una mujer no necesitan pasar por ninguna otra forma adicional de interferencias, tal como pueden ser los niños. Él propone que el instituto de matrimonio tiene defectos y que los sístemas de la corte familiar son corruptos muchas veces porque la prueba de ADN no es obligatoria después del parto para prevenir fraude de paternidad.

### ¿Qué estás haciendo, hijo?How are you doing, Son?
A Tom Leykis le gusta hacerse pasar como el padre que nunca tuvieron a los hombres que llaman a su programa, quizás porque sus padres nunca les dieron el mismo tipo de consejo (o advertencias sobre las falsas maneras de actuar de algunas mujeres) que Tom Leykis les da. En consecuencia, algunas veces un oyente comenzará a tratar a Leykis como su padre, y Leykis le contestará recíproca y cariñosamente al mismo como su hijo.

### Una extensa audiencia
Tom Leykis recibe duras críticas por parte de la audiencia, algunas de los cuales escuchará en directo amablemente durante el show. Su réplica favorita a los argumentos expuestos por dichas personas reside en que simplemente tratan excepciones a las reglas que él ha definido. Sostiene que lo que él hace es llamado difusión y teniendo en cuenta que trata con una amplia audiencia, la generalización es una parte necesaria de su retórica. Admite libremente que hay siempre excepciones a sus generalizaciones, aunque es debatible que algunas de las reglas a las que se refiere como generalizaciones pueden ser consideradas de hecho como tales. Nos podemos encontrar sentimientos opuestos en la audiencia sobre los puntos de vista de Leykis. Algunos consideran que sus puntos de vista son chovinistas y misóginos mientras que otros creen que está realizando un servicio público. Por el contrario, algunos de los consejos que el da (promulgar el uso del condón, centrarse en las propias carreras, etc.) son prácticamente respaldados por todos, tanto por hombres como mujeres.

## Carrera en la radio
Leykis ganó un concurso en 1970, siendo un adolescente, cuyo premio consistía en aparecer en un programa de radio de una emisora de Long Island. Posteriormente se le propondría aparecer en el mismo como ayudante del presentador. Consiguió un trabajo como presentador en un programa emitido las mañanas de los domingos en otra emisora en 1979. Se trasladó a Albany, Nueva York, en 1981 para realizar un programa vespertino cinco veces a la semana. La emisora quería a alguien controvertido y Leykis era justamente lo que querían. Algunos oyentes enviaron cartas de protesta, pero la elevada audiencia que registraba su programa provocó que se afianzara en las mañanas de radio y le otorgó el papel de director de programa. Más tarde aceptó un trabajo en Miami, Florida, que convirtió en líder de audiencia en 1984, situándose por encima de un programa competidor que lo había sido durante los anteriores seis años. Gracias a esto Leykis aparecería en programas locales de Phoenix (Arizona), Los Ángeles (California) y Boston (Massachusetts).
El Tom Leykis Show comenzó a retransmitirse a nivel nacional en los Estados Unidos en 1994, emitiéndose desde Los Ángeles. Sus contenidos estaban basados a menudo en política y Leykis denominaba a su programa como el único que "no estaba presentado por un excéntrico de derechas o un criminal convicto", posicionándole como el libertador alternativo de los populares presentadores conservadores Rush Limbaugh y G. Gordon Liddy, respectivamente. A menudo había debates sobre relaciones de pareja, religión (Leykis es ateo y está muy orgulloso de ello) y otros temas. Los viernes, se permitía a la audiencia llamar y hablar sobre cualquier cosa que ellos quisieran, en contraste a otros días en los que Leykis establecía un tema único para cada hora del programa. El viernes se convirtió además en el día habitual de las apariciones en directo en ciudades estadounidenses, pudiendo retransmitir desde un bar o desde cualquier lugar público con una audiencia presente. El problema de estos programas residía en que se reunían multitudes alrededor de Leykis lo cual llevaba a una atmósfera ruidosa. Con el tiempo surgió el programa Flash Fridays, similar al exitoso programa de Opie & Anthony llamado Whip 'em Out Wednesday. También comenzó la tradición en la cual las mujeres eran autografiadas por Leykis en ambos senos, quien felizmente escribía su nombre usando un rotulador de escritura permanente y de difícil borrado.
En 1997, el programa de Leykis fue comprado por la KLSX, una emisora de FM en Los Ángeles que también contrató a Howard Stern (el cual estuvo en la emisora hasta diciembre de 2005, fecha en la cual se trasladó a una emisora de difusión por satélite). Al principio, Leykis acudía como invitado para otros presentadores con programas de debate. Gracias a su increíble éxito como copresentador, la KLSX contrató a Leykis como un miembro más de su plantilla. Leykis comenzó a omitir el carácter político en sus programas y comenzó con el programa Leykis 101. Añadiría de nuevo tintes políticos a consecuencia del trágico suceso ocurrido el 11 de septiembre de 2001, tratándolo durante el resto de la semana en que acaeció dicho atentado terrorista. Durante estos programas serviría a menudo como la voz de la razón de las numerosas llamadas impulsivas cargadas de enfado.
Como añadido a su programa semanal, Leykis empezó a presentar en febrero de 2005 un nuevo programa sindicado, emitido en los fines de semana, llamado The Tasting Room. En este nuevo espacio se cubría el estilo de vida de la gente, hablando de vinos y otros licores, cigarrillos, coches de lujo y tecnología de última generación.
Leykis ha provocado una controversia considerable a lo largo de sus años como presentador de radio, revelando en directo nombres de personajes tales como Katelyn Faber (la cual acusó a Kobe Bryant de violación) o el de una mujer asociada con la Coalición Cristiana llamada Angela Song que intentó suicidarse saltando desde un puente en Seattle, Washington. Otros grandes medios ocultaban voluntariamente este información, política con la cual Leykis no estaba de acuerdo.

## Vida personal
Leykis ha estado casado cuatro veces y se ha divorciado otras tantas, aunque no se le conocen hijos de sus relaciones. Su cuarta esposa, Susan Leykis, archivó un informe policial contra él mientras vivían casados en Boston en 1993. Contó a la policía que Leykis la asaltó e intentó matarla durante una pelea que tuvieron después de que regresaran a casa de una fiesta de Navidad que tuvo lugar en la estación de radio. Se retiraron los cargos después de que él aceptó completar un programa de violencia doméstica y estuviera de prueba durante un año, aunque Leykis nunca se admitió culpable como parte del acuerdo. El matrimonio de ambos continuó hasta que se separaron en 2001 y se divorciaron finalmente en 2003. Actualmente vive en el enclave exclusivo de Hollywood Hills en Los Ángeles.
Es el mayor de cuatro hermanos del matrimonio Leykis, formado por Harry y Laura. Harry Leykis fue reportero y líder de la unión en un diario en la ciudad de Nueva York. La familia se crio como una familia pobre en el Bronx y Long Island.